# Anno 7603
Anno 7603 — комедия в шести действиях, написанная датско-норвежским поэтом Йоханом Весселем в 1781 году.
Два главных героя, Леандер и Жюли, перемещаются с помощью доброй феи в будущее (7603 год). В этом будущем полностью изменены сексуальные роли: мужчины действуют как женщины — и акт женщин как мужчины. Только женщины имеют право носить оружие и служить в армии, и они же пьют и дерутся.
Пьеса обладает малой литературной ценностью, и она никогда не была поставлена. Она интересна как одно из первых литературных произведений, рассказывающих о путешествиях во времени.